# Rallye Großbritannien 2009

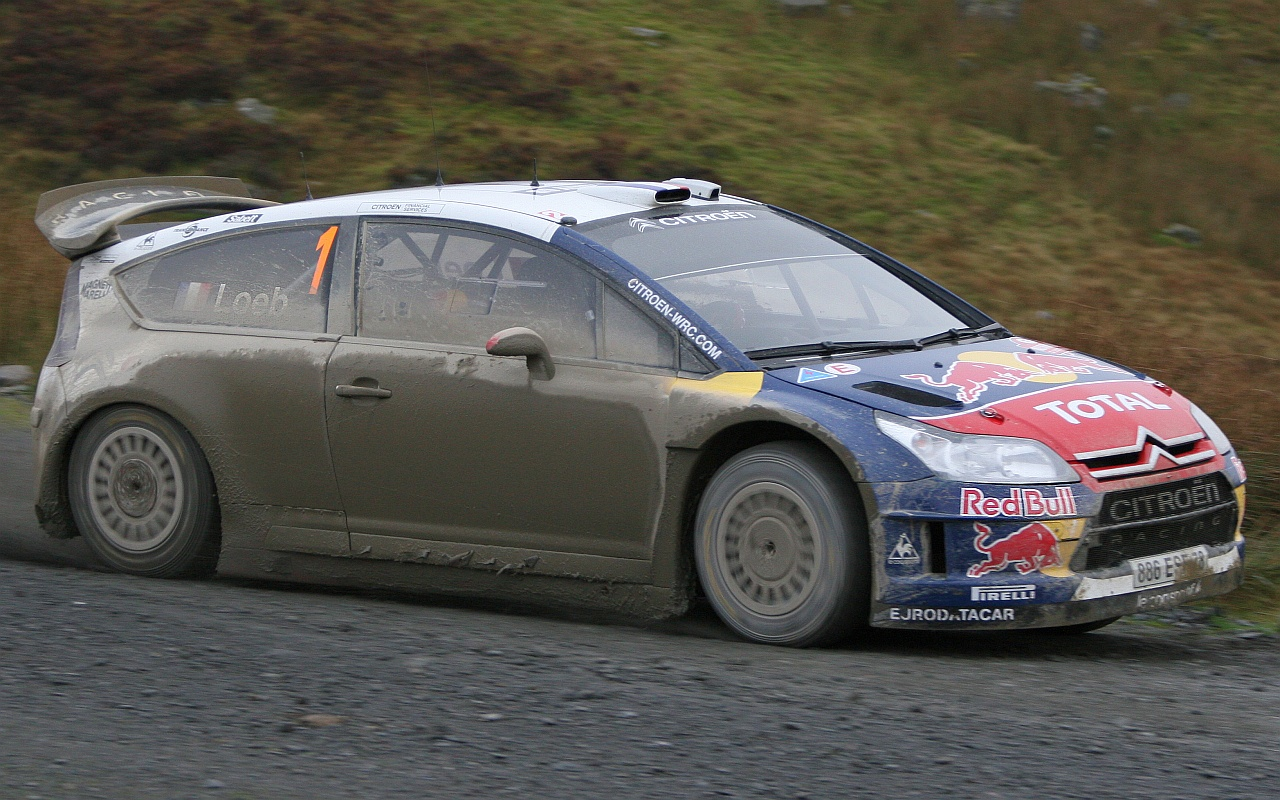
Sébastien Loeb gewinnt auch 2009 die Weltmeisterschaft.

Die 65. Rallye Großbritannien (Wales) war der zwölfte und letzte FIA-Weltmeisterschaftslauf 2009. Die Rallye bestand aus 16 Wertungsprüfungen und wurde zwischen dem 23. und dem 25. Oktober gefahren.

## Bericht
Sébastien Loeb (Citroën) hatte sich seinen sechsten Weltmeistertitel gesichert mit einem Sieg beim Saisonfinale in Wales. Sein Rivale Mikko Hirvonen (Ford) musste sich mit dem zweiten Rang begnügen und damit seinen Traum vom ersten WM-Titel begraben. Loeb war mit einem Punkt Rückstand auf WM-Tabellenführer Hirvonen nach Wales gekommen. Damit war die Ausgangslage klar. Derjenige, der vor dem anderen, in den Punkten, ins Ziel kommt, ist Weltmeister. Loeb und Hirvonen lieferten sich am ersten Tag ein Sekundenduell an der Spitze. Loeb ging in der ersten Prüfung in Führung. Hirvonen kam zwar immer wieder knapp heran, konnte ihn aber nicht von der Spitze verdrängen. Die Vorentscheidung fiel am Samstagvormittag. In den Wertungsprüfungen acht und neun hatte Hirvonen Probleme, richtig auf Tempo zu kommen und verlor Zeit. Der Rückstand wuchs auf 25 Sekunden an. So ging Loeb mit dem Vorsprung von 30,2 Sekunden in den abschließenden Sonntag. Hirvonen gab sich aber noch nicht geschlagen und verkürzte den Rückstand auf Loeb in den ersten beiden Wertungsprüfungen auf 18,2 Sekunden. In der vorletzten Wertungsprüfung löste sich die Motorhaube des Ford Focus von Hirvonen. Auf einem Vollgasstück klappte sie nach oben und versperrte dem Finnen die Sicht. Hirvonen musste anhalten und die Motorhaube entfernen. Das kostete ihn rund eine Minute. Obwohl Loeb Turboprobleme bekam in der letzten WP, konnte Hirvonen den Franzosen nicht mehr einholen. Hirvonen konnte den zweiten Rang im Gesamtklassement gegen Daniel Sordo (Citroën) behaupten, der knapp hinter ihm Dritter wurde.
Bei der Siegerehrung konnte Eyvind Brynildsen noch den Sieg in der PWRC-Wertung der Rallye Wales feiern. Es wäre sein erster Sieg bei einem WM-Lauf gewesen. Doch kurze Zeit später kam für ihn die unangenehme Überraschung. Der Norweger, der die Rallye in seiner Klasse dominiert hatte, wurde wegen nicht regelkonformer Bremsen aus der Wertung gestrichen. Somit hieß der Sieger Martin Prokop. Armindo Araújo gewann den PWRC-Titel mit drei Punkten Vorsprung auf Martin Prokop.

## Klassifikationen

### Endresultat
| Pos    | Fahrer             | Beifahrer             | Auto                           | Zeit      | Rückstand | Punkte |     |
| WRC    | WRC                | WRC                   | WRC                            | WRC       | WRC       | WRC    | WRC |
| ------ | ------------------ | --------------------- | ------------------------------ | --------- | --------- | ------ | --- |
| 1      | Sébastien Loeb     | Daniel Elena          | Citroën C4 WRC                 | 3:16:25.4 | 00:00.0   | 10     |     |
| 2      | Mikko Hirvonen     | Jarmo Lehtinen        | Ford Focus RS WRC              | 3:17:31.5 | 01:06.1   | 8      |     |
| 3      | Daniel Sordo       | Marc Marti            | Citroën C4 WRC                 | 3:17:32.5 | 01:07.1   | 6      |     |
| 4      | Petter Solberg     | Phil Mills            | Citroën C4 WRC                 | 3:17:53.5 | 01:28.1   | 5      |     |
| 5      | Henning Solberg    | Cato Menkerud         | Ford Focus RS WRC              | 3:22:53.4 | 06:28.0   | 4      |     |
| 6      | Matthew Wilson     | Scott Martin          | Ford Focus RS WRC              | 3:24:11.4 | 07:46.0   | 3      |     |
| 7      | Jari-Matti Latvala | Miikka Anttila        | Ford Focus RS WRC              | 3:28:37.3 | 12:11.9   | 2      |     |
| 8      | Conrad Rautenbach  | Daniel Barritt        | Citroën C4 WRC                 | 3:30:53.2 | 14:27.8   | 1      |     |
| PWRC   |                    |                       |                                |           |           |        |     |
| 1 (10) | Martin Prokop      | Jan Tománek           | Mitsubishi Lancer Evolution IX | 3:40:57.0 | 00:00.0   | 10     |     |
| 2 (13) | Toshihiro Arai     | Glenn MacNeall        | Subaru Impreza WRX STi         | 3:42:36.0 | 01:39.0   | 8      |     |
| 3 (14) | Martin Semerád     | Bohuslav Ceplecha     | Mitsubishi Lancer Evolution X  | 3:43:40.3 | 02:43.3   | 6      |     |
| 4 (15) | Bernardo Sousa     | Jorge Carvalho        | Fiat Grande Punto S2000        | 3:44:05.0 | 03:08.0   | 5      |     |
| 5 (17) | Mark Tapper        | Jeff Judd             | Mitsubishi Lancer Evolution X  | 3:45:10.4 | 04:13.4   | 4      |     |
| 6 (20) | Patrik Flodin      | Göran Bergsten        | Subaru Impreza WRX STi         | 3:54:15.5 | 13:18.5   | 3      |     |
| 7 (21) | Patrik Sandell     | Emil Axelsson         | Škoda Fabia S2000              | 3:55:03.4 | 14:06.4   | 2      |     |
| 8 (25) | Hermann Gassner jr | Katharina Wüstenhagen | Mitsubishi Lancer Evolution IX | 3:57:27.0 | 16:30.0   | 1      |     |

### Wertungsprüfungen
| Tag                                  | WP                                        | Name         | Länge    | Start MESZ     | Gewinner       | Beifahrer         | Auto              | Zeit    | Leader         |
| ------------------------------------ | ----------------------------------------- | ------------ | -------- | -------------- | -------------- | ----------------- | ----------------- | ------- | -------------- |
| Tag 1 (23. Okt.)                     | WP1                                       | Hafren 1     | 32,14 km | 10:23          | Sébastien Loeb | Daniel Elena      | Citroën C4 WRC    | 18:30.2 | Sébastien Loeb |
| Tag 1 (23. Okt.)                     | WP2                                       | Sweet Lamb 1 | 5,13 km  | 11:04          | Sébastien Loeb | Daniel Elena      | Citroën C4 WRC    | 03:23.7 | Sébastien Loeb |
| Tag 1 (23. Okt.)                     | WP3                                       | Myherin 1    | 27,88 km | 11:22          | Sébastien Loeb | Daniel Elena      | Citroën C4 WRC    | 15:29.3 | Sébastien Loeb |
| Tag 1 (23. Okt.)                     | Service Builth Wells, 12:55 Uhr (15 Min.) |              |          |                |                |                   |                   |         | Sébastien Loeb |
| Tag 1 (23. Okt.)                     | WP4                                       | Hafren 2     | 32,14 km | 14:31          | Mikko Hirvonen | Jarmo Lehtinen    | Ford Focus RS WRC | 18:49.8 | Sébastien Loeb |
| Tag 1 (23. Okt.)                     | WP5                                       | Sweet Lamb 2 | 5,13 km  | 15:12          | Sébastien Loeb | Daniel Elena      | Citroën C4 WRC    | 03:24.1 | Sébastien Loeb |
| Tag 1 (23. Okt.)                     | WP6                                       | Myherin 2    | 27,88 km | 15:30          | Mikko Hirvonen | Jarmo Lehtinen    | Ford Focus RS WRC | 15:39.0 | Sébastien Loeb |
| Tag 1 (23. Okt.)                     | Service Cardiff, 19:16 Uhr (45 Min.)      |              |          |                |                |                   |                   |         | Sébastien Loeb |
| Tag 2 (24. Okt.)                     |                                           |              |          |                |                |                   |                   |         | Sébastien Loeb |
| Service Cardiff, 08:10 Uhr (15 Min.) |                                           |              |          |                |                |                   |                   |         | Sébastien Loeb |
| WP7                                  | Rhondda 1                                 | 35,72 km     | 09:35    | Mikko Hirvonen | Jarmo Lehtinen | Ford Focus RS WRC | 19:30.0           |         | Sébastien Loeb |
| WP8                                  | Crychan 1                                 | 14,99 km     | 11:26    | Sébastien Loeb | Daniel Elena   | Citroën C4 WRC    | 08:34.4           |         | Sébastien Loeb |
| WP9                                  | Halfway 1                                 | 18,37 km     | 11:54    | Sébastien Loeb | Daniel Elena   | Citroën C4 WRC    | 10:19.6           |         | Sébastien Loeb |
| Service Cardiff, 14:18 Uhr (30 Min.) |                                           |              |          |                |                |                   |                   |         | Sébastien Loeb |
| WP10                                 | Rhondda 2                                 | 35,72 km     | 15:58    | Mikko Hirvonen | Jarmo Lehtinen | Ford Focus RS WRC | 19:07.9           |         | Sébastien Loeb |
| WP11                                 | Crychan 2                                 | 14,99 km     | 17:49    | Sébastien Loeb | Daniel Elena   | Citroën C4 WRC    | 08:44.9           |         | Sébastien Loeb |
| WP12                                 | Halfway 2                                 | 18,37 km     | 18:17    | Sébastien Loeb | Daniel Elena   | Citroën C4 WRC    | 10:38.0           |         | Sébastien Loeb |
| Service Cardiff, 20:33 Uhr (45 Min.) |                                           |              |          |                |                |                   |                   |         | Sébastien Loeb |
| Tag 3 (25. Okt.)                     |                                           |              |          |                |                |                   |                   |         | Sébastien Loeb |
| Service Cardiff, 08:10 Uhr (15 Min.) |                                           |              |          |                |                |                   |                   |         | Sébastien Loeb |
| WP13                                 | Port Talbot 1                             | 17,41 km     | 09:28    | Mikko Hirvonen | Jarmo Lehtinen | Ford Focus RS WRC | 09:00.2           |         | Sébastien Loeb |
| WP14                                 | Rheola 1                                  | 22,51 km     | 10:27    | Mikko Hirvonen | Jarmo Lehtinen | Ford Focus RS WRC | 12:34.3           |         | Sébastien Loeb |
| WP15                                 | Port Talbot 2                             | 17,41 km     | 11:56    | Sébastien Loeb | Daniel Elena   | Citroën C4 WRC    | 09:11.9           |         | Sébastien Loeb |
| WP16                                 | Rheola 2                                  | 22,51 km     | 12:55    | Mikko Hirvonen | Jarmo Lehtinen | Ford Focus RS WRC | 12:46.0           |         | Sébastien Loeb |
| Service Cardiff, 14:53 Uhr (10 Min.) |                                           |              |          |                |                |                   |                   |         | Sébastien Loeb |

### Gewinner Wertungsprüfungen
| WP                       | Anzahl | Fahrer         | Auto              |
| ------------------------ | ------ | -------------- | ----------------- |
| 1–3, 5, 8, 9, 11, 12, 15 | 9      | Sébastien Loeb | Citroën C4 WRC    |
| 4, 6, 7, 10, 13, 14, 16  | 7      | Mikko Hirvonen | Ford Focus RS WRC |

### Fahrer-WM nach der Rallye
| Pos. | Fahrer             | Punkte |
| ---- | ------------------ | ------ |
| 1    | Sébastien Loeb     | 93     |
| 2    | Mikko Hirvonen     | 92     |
| 3    | Dani Sordo         | 66     |
| 4    | Jari-Matti Latvala | 41     |
| 5    | Petter Solberg     | 35     |

### Team-Weltmeisterschaft
| Pos. | Team                | Punkte |
| ---- | ------------------- | ------ |
| 1    | Citroën WRT         | 167    |
| 2    | Ford WRT            | 140    |
| 3    | Stobart WRT         | 80     |
| 4    | Citroën Junior Team | 47     |